# (95959) Covadonga
(95959) Covadonga (2003 SU224) – planetoida z grupy pasa głównego asteroid okrążająca Słońce w ciągu 5,39 lat w średniej odległości 3,07 j.a. Odkryta 28 września 2003 roku.